# Покровское (село, Одинцовский район)
Покровское — село в Одинцовском районе Московской области, в составе сельского поселения Часцовское. В селе числятся 8 улиц и 5 садоводческих товариществ. До 2006 года Покровское входило в состав Часцовского сельского округа. В селе действует церковь Покрова Пресвятой Богородицы 1874 года постройки.

## Население
| 1989 | 2002 | 2006 | 2010 |
| ---- | ---- | ---- | ---- |
| 52   | ↘40  | →40  | ↘39  |

## География
Село расположено на юго-западе района, в 12 километрах на северо-запад от Голицыно, на правом берегу реки Островня, высота центра над уровнем моря 194 м. С севера к селу примыкают посёлки Покровское и Покровский Городок.

## История
Впервые в исторических документах село встречается в писцовой книге 1558 года, как сельцо Симановское, вблизи которого находился Покровский погост, принадлежавшее Савво-Сторожевскому монастырю. В Смутное время сельцо было разорено и вновь упоминается в переписной книге 1678 года, как село Покровское с 13 жителями, принадлежащее Ивану Афанасьевичу Прончищеву. После его смерти, в 1690 году жена Прончищева продала владение князю М. Ф. Жирово-Засекину, отсюда и название Покровское-Засекино.

По Экономическим примечаниям 1800 года в Покровском было 15 дворов, 115 душ обоего пола, деревянная Покровская церковь и господский деревянный одноэтажный дом, владельцами которого были братья Иван и Лев Яковлевы — Иван Алексеевич являлся отцом писателя Александра Герцена, который провёл в имении большую часть детства и время после возвращения из вятской ссылки. О селе Александр Иванович писал
С Покровским я тоже был соединен всем детством, — писал Герцен, — там я бывал даже таким ребенком, что не помню, а потом, с 1821 г. почти всякое лето... Уединенное Покровское, потерянное в огромных лесных дачах, имело совершенно другой характер, гораздо более серьезный, чем весело брошенное на берегу Москвы-реки Васильевское. Разница эта даже была заметна между крестьянами. Покровские мужички, задвинутые лесами, меньше васильевских походили на подмосковных, несмотря на то, что жили двадцатью верстами ближе к Москве. Они были тише, проще и чрезвычайно тесно сжились между собой. Небольшое село из каких-нибудь двадцати или двадцати пяти домов стояло в некотором расстоянии от довольно большого господского дома. С одной стороны был расчищенный и обнесенный решеткой полукруглый луг, с другой — вид на запруженную речку для предполагаемой лет за пятнадцать тому назад мельницы и на покосившуюся, ветхую деревянную церковь, которую ежегодно собирались поправить, тоже лет пятнадцать, «сенатор» и мой отец, владевшие этим имением сообща.
 После смерти отца в 1846 году Герцен отказался наследовать Покровское, и оно досталось его двоюродному брату. Небольшой усадебный дом Яковлевых восстановлен, ныне его занимает военно-патриотический лагерь.
На 1852 год в селе Покровское числилось 40 дворов и церковь, в 1874 году крестьяне на свои средства возвели новый каменный храм Покрова Богородицы, в 1890 году в селе был 351 человек. По Всесоюзной переписи 17 декабря 1926 года числилось 370 жителей и школа 1-й ступени, по переписи 1989 года — 32 хозяйства и 52 жителя.